# Матайс де Лихт
Матайс де Лихт (на нидерландски: Matthijs de Ligt) е нидерландски футболист, защитник. Играе за отбора на Манчестър Юнайтед.

## Състезателна кариера
Роден на 12 август 1999 г., юноша на Аякс, през сезон 2016/2017 играе за втория отбор на червено-белите, от 2016 г. е в първия отбор на Божиите синове като има 77 мача и 8 гола. През лятото на 2019 г. преминава в Ювентус.